# Cour interdite
Pour plus de détails, voir Fiche technique et Distribution.
Cour interdite est un film français réalisé par Djamel Ouahab et sorti en 1999. 

## Fiche technique
- Titre : Cour interdite
- Réalisation : Djamel Ouahab
- Scénario : Djamel Ouahab
- Photographie : Guy Chanel
- Son : Marc Nouyregat
- Montage : Gilbert Kikoine et Jean-Pierre Pruils
- Musique : Hugues Tabar-Nouval et Gaël Ascal
- Production : Paris Sky Line - INA - Quo Vadis Cinéma
- Distribution : Pierre Grise Distribution
- Pays de production :  France
- Genre : comédie dramatique
- Durée : 92 minutes
- Date de sortie : France - 21 mars 1999[1]

## Distribution
- Djamel Ouahab
- Mourad Selimi
- Gérard Sergue
- Nouredine Yazid
- Rony Kramer